# شعبان النجار
شعبان النجار، من مواليد 31 مايو 1984 في مصر , اسوان ، لاعب كرة قدم .
لعب مع نادي العروبة في عام 2009 وفاز معه بالدوري اليمني .

## مسيرته الكروية

### العروبة اليمني
مطلع موسم 2009-2010 ، سافر الشاب المصري أبن مدينة أسوان شعبان النجار إلي اليمن ، باحثاً عن الفرصة لاحتراف كرة القدم هناك ، وبالفعل نجح نادي العروبة في الحصول علي خدمات المهاجم الأسمر
وكان شعبان قد بدأ حياته الكروية في مركز شباب قرية قورتة بنصر النوبة وانضم بعدها لنادي وادي النيل بأسوان ولعب بطولات المنطقة والقطاعات ولعب أيضا في الدوريات النوبية ولكنه ألتحق بالخدمة العسكرية لمده سنتين بعد انتهائه منها ، حاول أن ينضم لنادي أسوان وتدرب مع الفريق بقيادة المدرب مجدي سبالك و لم يحالفه الحظ لضيق وقت القيد ، وفي فترة الانتقالات الشتوية أنضم لنادي الأقصر الرياضي وحصل علي هداف الفريق برصيد 9 أهدف قبل أن يسافر لليمن .
وقدم شعبان النجار أداءً رائعاً في أول موسمين له مع نادي العروبة اليمني نجح خلالهما في تسجيل 28 هدف في جميع المسابقات ، الأمر الذي دفع إدارة نادي العروبة لتجديد عقده لعام ثالث خاصة وأنه لعب دوراً كبيراً في حصول فريقه علي لقب بطولة الدوري اليمني الدرجة الاولي لموسم (11/2010). وأحرز شعبان مع العروبة في الثلاثة مواسم 42 هدف وهذا مؤشر جيد للقناص، وشارك في بطولة كأس الاتحاد الاسيوي وكان في مجموعة تضم اربيل العراقي وكاظمة الكويتي وايست بنغال الهندي واحرز ف البطولة ثلاثه اهداف .

### الطلبة العراقي
احرز هدف واحد فقط مع نادي الطلبة في موسم 2012/2013 من الدوري العراقي وعدم تأقلمه مع الفريق وكان يلعب ظهير أيمن وليس في مركزه المعتاد مهاجم
وبعد ذلك اتي له عدة عروض في الدوري العراقي من نادي الصناعة ونادي بغداد ولكنه رفض .

### الصقر تعز
اكمل موسم 2012/2013 باحرز هدف واحد مع نادي الصقر بعد ان عاد من نادي الطلبة العراقي خلال موسم 2012/2013 .. وخلال موسم (2013/2014 ) استطاع ان يحقق مع الصقر لقب الدوري اليمني ولقب كأس الرئيس وسجل (9 اهداف بالدوري وهداف الفريق ) . وتجديد عقده مع نادي الصقر موسمين موسم 2014 / 2015 - 2015 /2016 وشارك معهم ف الدور التمهيدي لكأس الاتحاد الاسيوي ولعب ضد التين اسير تركمانستان والحد البحريني

## القابه

### العروبة
- الدوري اليمني الدرجة الاولي (2011/2010).
- كأس السوبر اليمني (2011).

### الصقر
- الدوري اليمني الدرجة الاولي (2014/2013). * كأس الرئيس اليمني]] (2014/2013).

## إنجازاته الشخصية
- أفضل هدّاف في الدوري اليمني موسم 2011-2012 [1]